# Vicky Larraz
Victoria López-Muñoz Larraz de Arce (Madrid, 26 de agosto de 1962), conocida artísticamente como Vicky Larraz, es una cantante española y presentadora de televisión.

## Biografía

### Olé Olé(1983-1985)
De padres cubanos y nacida en Madrid, saltó a la fama en 1983 como vocalista del grupo musical, Olé Olé. El productor de Mecano, Jorge Álvarez, la eligió para formar parte del nuevo grupo que se estaba formando en aquellos momentos; siguiendo la estela de Mecano.
El conjunto, con Vicky al frente, se inició con el sencillo No controles compuesto por Nacho Cano, que alcanzó un gran éxito y situó al conjunto en los primeros puestos de las listas de éxitos, no solo en España; también se convirtió en número uno en Italia. A partir de ese momento publicaron los álbumes Olé Olé (1983) y Voy a mil (1984). Del primero se extrajeron como sencillos, además de No controles, Dame, Conspiración y Adrenalina. Del segundo álbum se editaron Voy a mil y Caminemos. Todos ellos muy populares.
En 1985, en pleno éxito con «Olé Olé», Vicky Larraz decidió abandonar la formación para iniciar su carrera artística en solitario. Según palabras suyas: “Me marché porque era una dictadura. Sentía limitado mi potencial artístico dentro del grupo, donde no podía componer. Me sentí frustrada”. Fue sustituida por Marta Sánchez.

### En solitario
En 1985 Vicky realiza una colaboración en el disco El show del Un, dos, tres, banda sonora del programa de TVE: Un, dos, tres... responda otra vez, en la que interpreta el tema Llegar. Realiza su primera actuación en televisión en solitario en el mencionado programa interpretando dicha canción, el viernes 3 de mayo de 1985.

#### 1986:Vicky Larraz
En 1986 publicó su primer álbum de estudio en solitario titulado Vicky Larraz, compuesto por ella misma y por Steve Taylor, que ejerció de productor. Rompamos el hielo, fue la carta de presentación del disco. La balada Yo que nunca amé fue elegida segundo single y como tercero, la versión del clásico Stop in the name of love de The Supremes. El disco se grabó en español aunque se realizaron versiones en inglés de algunos temas que no llegaron a publicarse en los 80. Ahora se encuentran disponibles en plataformas digitales.

#### 1987:Siete noches sin ti
En 1987 salió a la luz su segundo álbum de estudio, Siete noches sin ti. El disco que alterna temas en inglés y español, fue producido de nuevo por Steve Taylor. Destacó la canción Bravo samurai, su mayor éxito de ventas, posicionándose en el puesto nº 12 de la lista AFYVE de singles más vendidos en diciembre del 87.  Gracias a esta canción, fue seleccionada para representar a España en el Festival de la OTI 1987 en Lisboa, donde alcanzó el tercer puesto; empatando con la mexicana Ana Gabriel. El segundo single de presentación fue la balada Siete noches sin ti, tema inspirado en la Danza Nº 5 (Andaluza) de Granados; se lanzó junto a su versión inglesa, Out of sight, out of mind. El tercer single escogido fue A little bit of heaven y el cuarto, No te metas en mi cama cuya versión en inglés Always the last to know, también está disponible en plataformas digitales.

#### 1989:Huracán
En 1989 publicó su tercer álbum de estudio: Huracán, del que destacaron dos temas: El amor es el huracán, single de presentación, y Mucha mujer para ti, tercer single que obtuvo gran popularidad en México interpretado por Bibi Gaytán. Huracán tuvo tres productores: Steve Taylor, Julián Ruiz y los hermanos Bolland & Bolland. A la par se grabó la versión inglesa del álbum, pero finalmente no llegó a publicarse en su totalidad. Coincidiendo con el lanzamiento del disco, prestó su voz al jingle La radio al sol  para Los 40, llegando a ser más radiada que su propio single, lo que afectó negativamente a la recepción del disco. Como segundo single presentó el tema, Bésame. Por último, sin llegar a publicarse oficialmente, Vicky promocionó como cuarto single, Maldita Timidez. Su versión en inglés, I'm not invisible y otras versiones no editadas en su momento, se incluyen en la edición para las plataformas digitales.
Vicky, no se sintió respaldada por su compañía discográfica CBS al no ser promocionada en Europa y América Latina con este disco; que obtuvo menos acogida que su predecesor. Decidió abandonar su carrera musical a principios de los 90.
En 2000 se publicó un CD recopilatorio que incluía todas su grabaciones en solitario en CBS/Sony.

#### 2006: El regreso fallido de Olé Olé
En 2006, Vicky Larraz grabó en España y Los Ángeles con su primer grupo, «Olé Olé»; se planteó un retorno al mundo de la música. Sin embargo, la propuesta inicial, que consistía en grabar temas nuevos, fue cambiando hacia un trabajo en donde los temas antiguos eran los protagonistas. Vicky, al no sentirse identificada con el proyecto, se retiró. También se retiraron por otros motivos Marcelo Montesano y Emilio Estecha. Al final, el disco fue realizado por Gustavo Montesano, Luis Carlos Esteban y una nueva cantante, la modelo canaria Marta Domínguez.
En Llévatelo todo (Rama Lama Music, 2015) aparecen los 4 temas que Vicky grabó en ese momento, destacando Nadie como yo.

#### 2010:Contigo otra vez
En el verano de 2010 se publicó Contigo otra vez, un EP digital con dos canciones que anuncia el regreso de Vicky a la música tras más de veinte años de silencio. Incluye dos canciones inéditas: Pena me doy, de corte funky-pop y la balada, Si tú no estás. En julio de ese mismo año, Vicky ofreció mini-conciertos en Barcelona y Madrid con motivo de las fiestas del Orgullo Gay, interpretando sus nuevas canciones y alguno de sus antiguos éxitos en solitario y con Olé Olé.

#### 2012:Earthquake
El 25 de septiembre de 2012 se puso a la venta en formato digital su nuevo sencillo Earthquake y el 1 de octubre en formato físico. Incluía el sencillo, la versión instrumental del mismo y un vinilo rosa. Esta canción, compuesta por Vicky Larraz y Marcelo Montesano y producida por Alex G, fue número 1 en las listas de discos físicos más vendidos de la FNAC durante más de un mes.

### Vuelta aOlé Olé

#### 2013:Por ser tú
En marzo de 2013, Vicky Larraz se reúne con sus antiguos compañeros de Olé Olé para celebrar el 30 aniversario del nacimiento del grupo. En mayo de ese mismo año fallece el batería, Juan Tarodo. Vicky plantea hacerle un homenaje y graban la balada Por ser tú, compuesta por la propia Vicky junto a Gustavo Montesano. Se publica en diciembre de 2013 y en el proyecto participan: Vicky Larraz, Sonia Santana, Marcelo Montesano, Gustavo Montesano y Emilio Estecha.

#### 2015:Llévatelo Todo, Box-Set 7 CD toda su carrera
El 19 de mayo de 2015, bajo el sello de Ramalama Music se publica una caja recopilatoria de 7 CDS titulada Llévatelo Todo. En ella se encuentra toda su discografía desde 1983 hasta 2015, rarezas, temas nunca editados y un nuevo sencillo compuesto por ella y Marcelo Montesano que da título a la recopilación, Llévatelo Todo. Se posiciona en el número 1 de Ventas de FNAC y en el número 88 de Promusicae.

#### 2016 - 2017:Sin Control - En Control
Vicky se reencuentra con el grupo con el que comenzó su carrera y vuelven a grabar los éxitos de todas sus etapas en el Cd Sin Control, en formato "duetos" . Cuentan con la colaboración de otras dos cantantes de Olé Olé: Marta Sánchez y Sonia Santana. Además participan Paloma San Basilio, Falete o Yurena, entre otros. 
En 2017 vuelven a editar el álbum, sin duetos, de cara a la gira En Control 2017, con la que participan en eventos como el WorldPride Madrid 2017. Editan una nueva producción de Déjame Sola y Supernatural, y versionan Víctimas del desamor en homenaje al grupo Vídeo. A finales de año vuelven a grabar bajo la producción de Steve Taylor, productor original del tema, el mayor éxito de la carrera en solitario de Vicky Larraz, Bravo Samurai.

#### 2018 - 2022: Vicky Larraz y Ole' Star
A comienzos de 2018 comienza una nueva etapa del grupo liderado por Vicky Larraz, Olé Olé 2.0. Versionan el éxito de Isabel Pantoja, Hoy quiero confesar. 
A finales de año, cambian su nombre a Ole 'Star, publicando su nuevo sencillo Regala.
En 2019, ya como Vicky Larraz y Ole' Star como nombre definitivo, realizan gira y lanzan nuevas canciones junto a revisiones de sus éxitos; destacando Sólo promesas (revisión de la canción perteneciente a su tercer álbum Huracán), la versión de Dress You Up de Madonna y A fuego lento, que formó parte de la banda sonora del programa Supervivientes en el que Vicky concursa en 2020.
En 2022 publican sus últimos singles Planeta 5000 y una versión de Quiéreme siempre, que dedica a Marta Sánchez; anunciando que abandona de forma definitiva el mundo de la música a sus 60 años. Según sus declaraciones para la revista ¡Hola!: "Estamos en un momento en el que no se consumen artistas. La música de ahora es un producto y no eres más que una canción en una lista de reproducción".
La despedida oficial de los escenarios, la realiza en solitario durante la gira de conciertos que organiza Yo fui a EGB durante todo el 2023. Interpretó las canciones Bailando sin salir de casa, Voy a mil, Bravo samurai y No controles.

### Televisión

#### Presentadora en España
Se estrenó como presentadora de televisión en 1986 en el programa musical Tocata de TVE. Solo permaneció tres meses en el espacio, ya que no era compatible con la promoción de su primer disco en solitario. También moderó el debate del jurado español del Festival de Eurovisión 1990.
En el verano de 1991 presentó un programa de entrevistas en el prime time de La 1 titulado De carne y hueso. Pasaron por él diversas personalidades del mundo de la cultura y el espectáculo como Terenci Moix, El Fary o Tony Leblanc, entre otros.

#### Presentadora en Estados Unidos
En 1992 se trasladó a Miami, donde terminó por afincarse. Ejerció como presentadora en varios programas: Hollywood DF en la cadena Telemundo, que le permitió entrevistar a actrices de la talla de Diane Keaton y Meryl Streep y para la MGM Casa Club Magazine y Casa Club TV. 
Entre 1999 y 2000 presentó para Cosmopolitan Televisión español el programa Cosmo Test.

#### Concursante enTu cara me suena2015
En agosto de 2015 se confirma como nueva concursante para la cuarta edición del programa de Antena 3, Tu cara me suena. En el concurso, diversas personalidades famosas se caracterizan como cantantes e interpretan canciones del mismo frente a un jurado. Vicky imitó durante esta edición a 
Cher, Paloma San Basilio o Olivia Newton-John, entre otros. Terminó siendo la última clasificada del concurso, situándose en el noveno puesto.

#### Concursante enSupervivientes2020
El 8 de febrero era confirmada en Sábado Deluxe como la sexta concursante de la edición 2020 de Supervivientes en Telecinco, que daría comienzo a finales del mismo mes. El reality en esta ocasión se localizó en los Cayos Cochinos de Honduras. Vicky no sedujo a la audiencia y terminó siendo la tercera expulsada, tras 28 días de concurso.

## Televisión

#### Programas de televisión
| Año         | Programa                             | Notas                        |
| ----------- | ------------------------------------ | ---------------------------- |
| 1986        | Tocata                               | Presentadora                 |
| 1990        | Festival de la canción de Eurovisión | Moderadora TVE               |
| 1991        | De carne y hueso                     | Presentadora                 |
| 1992        | Casa Club Magazine                   | Presentadora                 |
| 1992        | Casa Club TV                         | Presentadora                 |
| 1992        | Hollywood DF                         | Presentadora                 |
| 1999 - 2000 | Cosmo Test                           | Presentadora                 |
| 2015 - 2016 | Tu cara me suena                     | Concursante, 9ª clasificada. |
| 2020        | Supervivientes                       | Concursante, 3ª expulsada.   |
| 2020        | La casa fuerte                       | Colaboradora                 |
| 2020        | Hormigas Blancas                     | Tertuliana                   |
| 2021        | Supervivientes: Tierra de Nadie      | Colaboradora                 |
| 2022        | Sálvame Mediafest                    | Colaboradora                 |

## Discografía

### En solitario

#### Álbumes de estudio
- 1986: Vicky Larraz
- 1987: Siete noches sin ti
- 1989: Huracán

#### EPs
- 2010: Contigo otra vez (EP digital de dos canciones)
- 2012: Earthquake (Sencillo)

#### Recopilatorios
- 2000: Bravo Samurai
- 2000: Todas sus grabaciones en discos CBS (1986-1989)
- 2015: Llévatelo Todo (1983-2015) (Box Set Recopilatorio)

### ConOlé Olé
- 1983: Olé Olé
- 1984: Voy a mil

EPs:
- 2017: Olé Olé 2.0 (EP con dos canciones en formato digital)

Álbumes recopilatorios:
- 1991: Un golpe de suerte y otros grandes éxitos
- 2000: No controles
- 2001: Todas sus grabaciones en CBS (1983-1984)
- 2010: Grandes éxitos (CD + DVD)
- 2014: Olé Olé Vol. 1 (1983-1984 y 1992) Todas sus grabaciones con Vicky Larraz y Sonia Santana
- 2014: Olé Olé: La colección definitiva
- 2015: Vicky Larraz: Llévatelo todo (1983-2015). Incluye los discos de Olé Olé: Olé Olé (1983) y Voy a mil (1984). Además, el siguiente material nunca antes publicado: Concierto de 1983, los 4 temas grabados por Olé Olé en 2006 y numerosas rarezas.
- 2016: Sin control (duetos)
- 2017: En control

### Singles
En solitario
| Año  | Single                     |
| ---- | -------------------------- |
| 1985 | Rompamos el hielo          |
| 1986 | Yo que nunca amé           |
| 1986 | Stop (In the name of love) |
| 1987 | Bravo samurai              |
| 1988 | Siete noches sin ti        |
| 1988 | Out of sight, out of mind  |
| 1988 | A Little bit of heaven     |
| 1988 | No te metas en mi cama     |
| 1989 | El amor es el huracán      |
| 1989 | Love is in my eyes         |
| 1989 | La radio al sol            |
| 1989 | Bésame                     |
| 1990 | Mucha mujer para ti        |
| 2010 | Pena me doy                |
| 2012 | Earthquake                 |
| 2015 | Llévatelo Todo             |

Con Olé Olé
| Año  | Single                                  |
| ---- | --------------------------------------- |
| 1983 | No controles                            |
| 1983 | Dame                                    |
| 1983 | Conspiración                            |
| 1983 | Conspiracy                              |
| 1983 | Carmen (Conspiracy)                     |
| 1984 | Adrenalina                              |
| 1984 | Voy a mil                               |
| 1985 | Caminemos                               |
| 2013 | Por ser tú                              |
| 2016 | Voy a mil (con Münik)                   |
| 2017 | Supernatural / Déjame sola              |
| 2017 | Víctimas del desamor (Versión de Vídeo) |
| 2017 | Bravo samurai                           |

Con Ole'Star
| Año  | Single                                                                     |
| ---- | -------------------------------------------------------------------------- |
| 2018 | Hoy quiero confesar                                                        |
| 2018 | Regala                                                                     |
| 2019 | Solo promesas (feat. Layonel)                                              |
| 2019 | Dress You Up                                                               |
| 2019 | Seré Luz                                                                   |
| 2019 | No controles                                                               |
| 2019 | Soldados del amor (feat. Layonel)                                          |
| 2019 | Lilí Bailando Sola: Lilí Marlen / Déjame Sola / Bailando Sin Salir de Casa |
| 2019 | Bravo samurai                                                              |
| 2019 | Imaginando Mil Controles: No Controles / Imaginando / Voy a Mil            |
| 2019 | Imaginando                                                                 |
| 2020 | A fuego lento                                                              |
| 2020 | Tal vez será (feat. Mägo de Oz)                                            |
| 2020 | Gracias por pensar en mí (feat. Antonio Pavón)                             |
| 2021 | Me lo he quedao                                                            |
| 2021 | Víctimas del Desamor                                                       |
| 2022 | Que ha pasado entre tú y yo                                                |
| 2022 | Planeta 5000 (Tributo a Vídeo)                                             |
| 2022 | Quiéreme siempre (Homenaje a Marta Sánchez)                                |

### Colaboraciones
- «Te quiero amor» con Miguel Bosé (1984)
- «Llegar» BSO del programa Un, dos, tres... responda otra vez (1985)
- «La radio al sol» para la cadena de radio Los 40 principales (1989)
- «Devil's Liar» BSO de la serie Blaues Blut (1989)
- «Miguelito Clavel» para gala de coplas (1990)
- «La distancia» con Alberto Cortez para el programa especial de Antena 3 (1990)
- «La última noche que pasé contigo» con Enrique del Pozo en el programa Salero de TVE (1990)
- «Avaricia», coros para este álbum de Enrique del Pozo (1991)
- «Como fue», bolero inédito (1996)
- «El mismo sol» con Álvaro Soler en el programa Tu cara me suena (2015)
- «Ni una sola palabra», Cover de Paulina Rubio en el programa La Mejor canción jamás cantada (2019)
- «Irresponsable» Terry Colls, Vicky Larraz y Yurena (2021)
- «Siempre lucharé por tu amor» con Tennessee

## Giras
- 2023: Yo fui a EGB, 
La Gira
- 2024-2025: Generación Tocata